# 比尔韦斯特雷
比尔韦斯特雷，是西班牙卡斯蒂利亚-莱昂萨拉曼卡省的一个市镇。 总面积47平方公里，总人口602人（2001年），人口密度13人/平方公里。